# Валкенбюрг
Валкенбюрг (нидерл. Valkenburg) — город на юго-востоке Нидерландов в муниципалитете Валкенбюрг-ан-де-Гёл в провинции Лимбург

## История
Валкенбюрг - крупнейшее ядро и тезка муниципалитета. Он имеет сильный туристический характер. Исторический центр города с его многочисленными заведениями общественного питания, окружающие холмы и большое количество туристических достопримечательностей являются главными достопримечательностями.

## Велоспорт
Принимал чемпионаты мира по шоссейному велоспорту в 1938, 1948, 1979, 1998 и 2012 годах. А также в нём финишировали этапы Тур де Франс в 1992 и 2005 годах.
С 2003 года в Валкенбюрге на вершине Кауберга финиширует велогонка Амстел Голд Рейс.